# Liste der Baudenkmäler in Megesheim
Auf dieser Seite sind die Baudenkmäler in der schwäbischen Gemeinde Megesheim zusammengestellt. Diese Tabelle ist eine Teilliste der Liste der Baudenkmäler in Bayern. Grundlage ist die Bayerische Denkmalliste, die auf Basis des Bayerischen Denkmalschutzgesetzes vom 1. Oktober 1973 erstmals erstellt wurde und seither durch das Bayerische Landesamt für Denkmalpflege geführt wird. Die folgenden Angaben ersetzen nicht die rechtsverbindliche Auskunft der Denkmalschutzbehörde.

## Baudenkmäler nach Ortsteilen

### Megesheim
| Lage                                                                             | Objekt                                        | Beschreibung | Akten-Nr.     | Bild |
| -------------------------------------------------------------------------------- | --------------------------------------------- | --- | ------------- | --- |
| Bugstraße 15 (Standort)                                                          | Kleinbauernhaus, ehemals Zehntstadel          | erdgeschossiger Satteldachbau mit offenem Fachwerkgiebel und winklig angebautem Stadel, Haustür, Fenster und Kalkplattendach original, im Kern 18. Jahrhundert, 1. Hälfte 19. Jahrhundert verändert, im 19. Jahrhundert Erweiterung der Scheune nach Westen; Stadel, zweigeschossig mit Segmentbogentor und Satteldach, 19. Jahrhundert | D-7-79-180-4  | Kleinbauernhaus, ehemals Zehntstadel                                                                               |
| Hauptstraße 1 (Standort)                                                         | Katholische Kapelle St. Anna                  | Saalbau mit dreiseitigem Chorschluss, ädikulagerahmtem Portal, Dachreiter und Sakristeianbau südlich am Chorscheitel, 2. Hälfte 18. Jahrhundert; mit Ausstattung; Kapelle, rechteckiges Gehäuse mit Satteldach. Stichbogenöffnung und einem Schweifgiebel mit obeliskartigen Enden, 18. Jahrhundert                                     | D-7-79-180-2  | weitere Bilder |
| Hauptstraße 17 (Standort)                                                        | Kleinbauernhaus                               | Wohnteil erdgeschossig mit Satteldach, segmentbogigem Türsturz und rautenförmig aufgedoppelter Haustür, 2. Viertel 19. Jahrhundert | D-7-79-180-5  | Kleinbauernhaus |
| Hauptstraße 29 (Standort)                                                        | Katholische Pfarrkirche St. Lucia und Ottilia | Chorturmkirche, Saalbau mit eingezogenem Rechteckchor im Turm und Sakristeianbau im Osten, Turm wohl Ende 14. Jahrhundert, Langhaus und Sakristei um 1725; mit Ausstattung; Friedhofsmauer, 18. Jahrhundert, im Westen und Nordwesten erneuert                                                                                          | D-7-79-180-1  | weitere Bilder |
| Munninger Weg (am südlichen Ortsende, gegenüber der Kapelle St. Anna) (Standort) | Steinkreuz                                    | wohl Sühnekreuz, spätmittelalterlich, stark abgewittert | D-7-79-180-12 | weitere Bilder |
| Reuschbichel (am Ortsausgang Richtung Amerbach) (Standort)                       | Zwei Bildstöcke                               | jeweils Säule mit rechteckigem Gehäuse, Satteldach und Spitzbogennische, 16./17. Jahrhundert; der westliche mit Ausstattung | D-7-79-180-11 | weitere Bilder |
| St 2214 (zwischen Hainsfarth und Megesheim) (Standort)                           | Wegkapelle                                    | rechteckiges Gehäuse mit Rundbogenöffnung und Satteldach, wohl 18. Jahrhundert | D-7-79-180-10 | [[Vorlage:Bilderwunsch/code!/C:48.9446,10.64138!/D:St 2214 (zwischen Hainsfarth und Megesheim), Wegkapelle!/\|BW]] |

## Ehemalige Baudenkmäler
In diesem Abschnitt sind Objekte aufgeführt, die früher einmal in der Denkmalliste eingetragen waren, jetzt aber nicht mehr. Objekte, die in anderem Zusammenhang – also z. B. als Teil eines Baudenkmals – weiter eingetragen sind, sollen hier nicht aufgeführt werden. Aktennummern in diesem Abschnitt sind ehemalige, jetzt nicht mehr gültige Aktennummern.

| Lage                                   | Objekt    | Beschreibung        | Akten-Nr.    | Bild |
| -------------------------------------- | --------- | ------------------- | ------------ | ---- |
| Megesheim am Binsfeldgraben (Standort) | Bildstock | nachmittelalterlich | D-7-79-180-9 | BW   |